# دوري آيسلندا الممتاز 1959
دوري آيسلندا الممتاز 1959 (بالآيسلندية: 1. deild karla í knattspyrnu 1959) هو الموسم 48 من  دوري آيسلندا الممتاز. أقيم خلال الفترة 26 مايو 1959 وحتى 1 سبتمبر 1959، وكان عدد الأندية المشاركة فيه  6، وفاز فيه ناتدبيرنوفيلاغ ريكيافيكور.